# Jarkko Immonen (jégkorongozó, 1984)
Jarkko Antero Immonen (Finnország, Kouvola, 1984. január 18. –) profi jégkorongozó.

## Karrier
Komolyabb junior karrierjét a Blues Espoo junior csapatában kezdte 2001–2002-ben. A 2002-es NHL-drafton a Dallas Stars választotta ki a negyedik kör 110. helyén. 2003–2004-ben felkerült a felnőtt Blues Espooba és 2005-ig kerettag volt. 2005–2006-ban a finn SaiPa Lappeenranta csapatába igazolt. Legjobb szezonjában ami a 2006–2007-es volt, 56 mérkőzésen 38 pontot szerzett. 2008–2009-ben is SaiPa Lappeenranta csapatát erősítette. 2009-ben visszakerült az Espoo-ba két évre és 2011-ig csapattag is maradt de szezon közben a Pelicansba igazolt és 2014-ig a kerettag volt. 2014 vége óta a Vaasan Sportban játszik.

## Nemzetközi szereplés
Első nemzetközi szereplése a 2002-es U18-as jégkorong-világbajnokságon volt. Két évvel később már az U20-as jégkorong-világbajnokságon vehetett részt. Ezen a tornán bronzérmet szerzett. A felnőtt válogatottba nem került be.

## Díjai
- Legjobb Finn U-17-es játékos: 2001
- Finn Kiváló játékos: 2002